# NGC 5355
NGC 5355 este o galaxie lenticulară situată în constelația Câinii de Vânătoare. A fost descoperită în 14 ianuarie 1788 de către William Herschel. Se află la o distanță de 33,7 de megaparseci de Pământ.